# Esme Howard, 1. baron Howard
Esme William Howard, 1. baron Howard (Esme William Howard, 1st Baron Howard of Penrith) (15. září 1863, Greystoke Castle, Anglie – 1. srpna 1939) byl britský diplomat ze šlechtického rodu Howardů. Od mládí působil v diplomacii a v první polovině 20. století patřil k výrazným osobnostem britské zahraniční politiky. Důležitou úlohu měl po první světové válce jako britský velvyslanec ve Španělsku (1919–1924) a v USA (1924–1930). V roce 1930 byl povýšen na barona a povolán do Sněmovny lordů. Uplatnil se také jako spisovatel a byl autorem vlastní biografie.

## Diplomatická kariéra
Pocházel z vedlejší linie vévodů z Norfolku, byl synem poslance Henryho Howarda (1802–1875). Jeho nejstarší bratr Henry Charles Howard (1850–1914) byl krátce členem Dolní sněmovny a dědicem rodového sídla Greystoke Castle, poslancem byl také další bratr Sir Edward Stafford Howard (1851–1916). Esme studoval v Harrow, v letech 1885–1886 byl tajemníkem svého švagra hraběte z Carnarvonu, který byl tehdy místokrálem v Irsku. V letech 1886–1894 působil na nižších diplomatických postech v Římě a Berlíně, v letech 1894–1895 byl tajemníkem ministra zahraničí hraběte Kimberleye. V roce 1895 opustil státní službu a odjel do jižní Afriky, kde se mimo jiné věnoval hledání zlata. Zúčastnil se búrské války, poté se vrátil do diplomatických služeb.
V letech 1903–1906 byl generálním konzulem na Krétě, jeho další kariéře prospělo dávné přátelství s ministrem zahraničí Edwardem Greyem. Byl velvyslaneckým radou ve Washingtonu (1906–1908) a ve Vídni (1908), poté generálním konzulem v Budapešti (1908–1911). V letech 1911–1913 byl vyslancem v Bernu, v letech 1913–1919 ve Stockholmu, kde měl náročnou úlohu v době první světové války. V roce 1919 byl delegátem na mírové konferenci ve Versailles, v letech 1919–1924 byl velvyslancem v Madridu, od roku 1919 zároveň člen Tajné rady. Diplomatickou kariéru zakončil jako velvyslanec ve Washingtonu (1924–1930). V roce 1926 byl povýšen do šlechtického stavu, v roce 1930 s titulem barona vstoupil do Sněmovny lordů. Za zásluhy získal Královský řád Viktoriin (1904), Řád lázně (1928) a Řád sv. Michala a sv. Jiří (1923)
Jeho manželkou byla od roku 1898 italská aristokratka Isabella Giustiniani–Bandini (1867–1963), dcera knížete Sigismonda Giustinianiho. Měli spolu pět synů, dědicem peerského titulu byl druhorozený syn Francis Howard (1905–1999), který byl absolventem Oxfordské univerzity a jako důstojník se zúčastnil druhé světové války. Nejmladší syn Henry Howard (1913–1977) dosáhl v armádě hodnosti podplukovníka a v letech 1954–1956 byl guvernérem na Britských Panenských ostrovech.